# Emilie Preyer

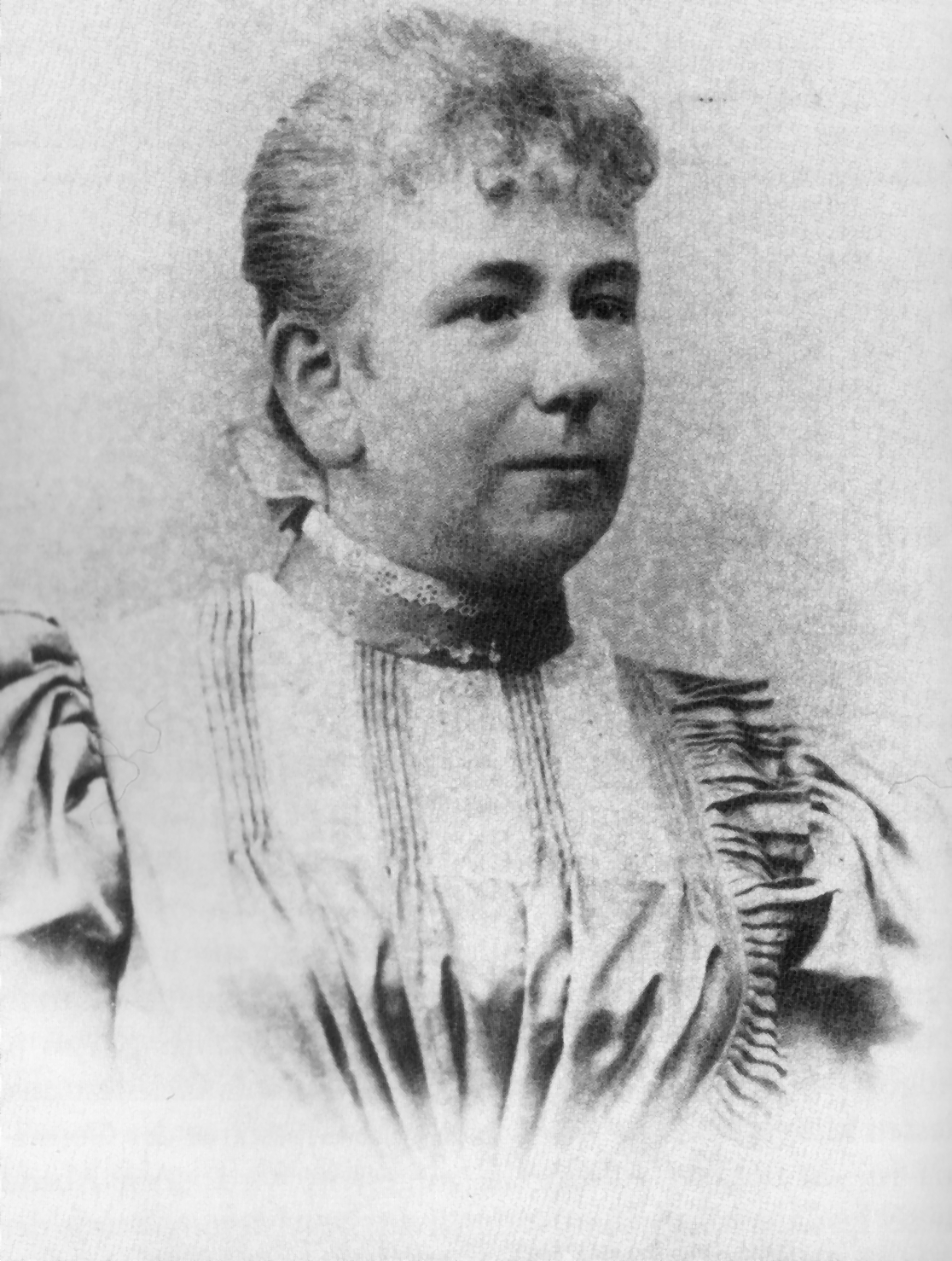
Emilie Preyer

Emilie Preyer (* 6. Juni 1849 in Düsseldorf; † 23. September 1930 ebenda) war eine deutsche Stilllebenmalerin.

## Leben
Preyer, deren Malerei der Düsseldorfer Malerschule zugeordnet wird, setzte in Düsseldorf die traditionelle Stilllebenmalerei ihres Vaters Johann Wilhelm Preyer auf hohem maltechnischen Niveau fort. Unter der Anleitung und dem Vorbild ihres Vaters hatte sie ihre Privatausbildung zur Malerin im Eiltempo absolviert. Da Frauen an Universitäten noch nicht überall zugelassen waren, galt sie anschließend an die väterliche Ausbildung als inoffizielle Studentin der Düsseldorfer Königlichen Kunstakademie und wurde 1866/67 auch von dem Historienmaler Heinrich Mücke und dem Landschaftsmaler Hans Fredrik Gude unterrichtet. Die erste Ausstellung ihrer Bilder hatte sie 1866 in der Kunsthandlung Bismeyer & Kraus und der Galerie Eduard Schulte. Sie hatte unter anderem Ausstellungen in Berlin, Dresden und ihrer Heimatstadt. Ihr Atelier befand sich im Haus des Vaters auf der Gartenstraße 33 in Düsseldorf-Pempelfort, in welchem sie auch nach dem Tod der Mutter Emilie, eine Schwester des Malers Siegmund Lachenwitz, lebte und arbeitete.

## Einschätzung

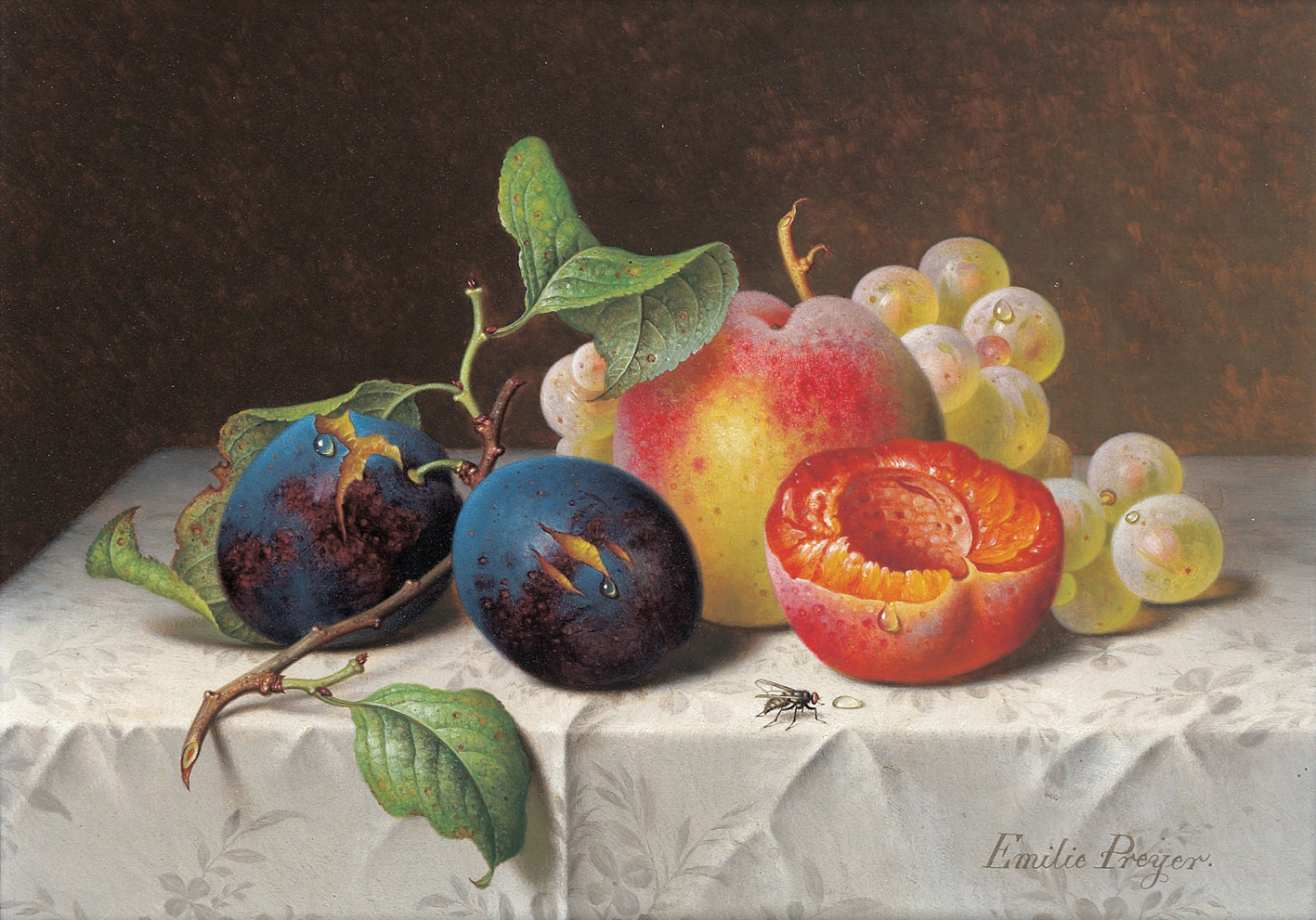
Früchtestillleben

Weisen ihre ersten Stillleben um 1866/1867 noch kleine malerische Schwächen auf, so kommt ihre Meisterschaft spätestens zwei Jahre später vollkommen zum Ausdruck. Obwohl sich Emilies Blumen- und Früchtestillleben in Motivwahl und Komposition wenig von den Gemälden ihres Vaters unterscheiden, gibt es dennoch Unterschiede. In den Stillleben der Tochter wirken die dargestellten Früchte malerisch weicher, das seitlich einfallende Licht betont das Volumen der Gegenstände etwas weniger, die Arrangements sind häufiger auf Tischdecken drapiert, während der Vater fast ausschließlich Marmorplatten als Untergrund verwendete.
In der internationalen Bekanntheit knüpfte Emilie an den Ruf ihres Vaters an. Das New Yorker Metropolitan Museum of Art und die Picture Gallery in Philadelphia erwarben Stillleben der Preyer-Tochter. Emilie Preyers Werke befinden sich auch in englischen und amerikanischen Privatsammlungen. Dort dürfte sich auch heute noch die Mehrzahl ihrer 250 Gemälde befinden. Ein Früchtestillleben auf Marmorplatte gehört zu den Ausstellungsstücken des Dürener Leopold-Hoesch-Museums. Das kleine Werk zeigt Trauben, einen Pfirsich, Pflaumen und eine Fliege.